# Пер Єрґенсен (велогонщик)
Пер Єрґенсен (дан. Per Lyngemark, 23 травня 1941 — 2 квітня 2010) — данський велогонщик.
Олімпійський чемпіон 1968 року в командній гонці переслідування.